# Sonate K. 219
La sonate K. 219 (F.167/L.393) en la majeur est une œuvre pour clavier du compositeur italien Domenico Scarlatti.

## Présentation
La sonate K. 219, en la majeur, notée Andante, forme une paire avec la sonate suivante.

## Manuscrits
Le manuscrit principal est le numéro 14 du volume III de Venise (1753), copié pour Maria Barbara ; les autres sont Parme IV 29, Münster IV 44 et Vienne B 44.

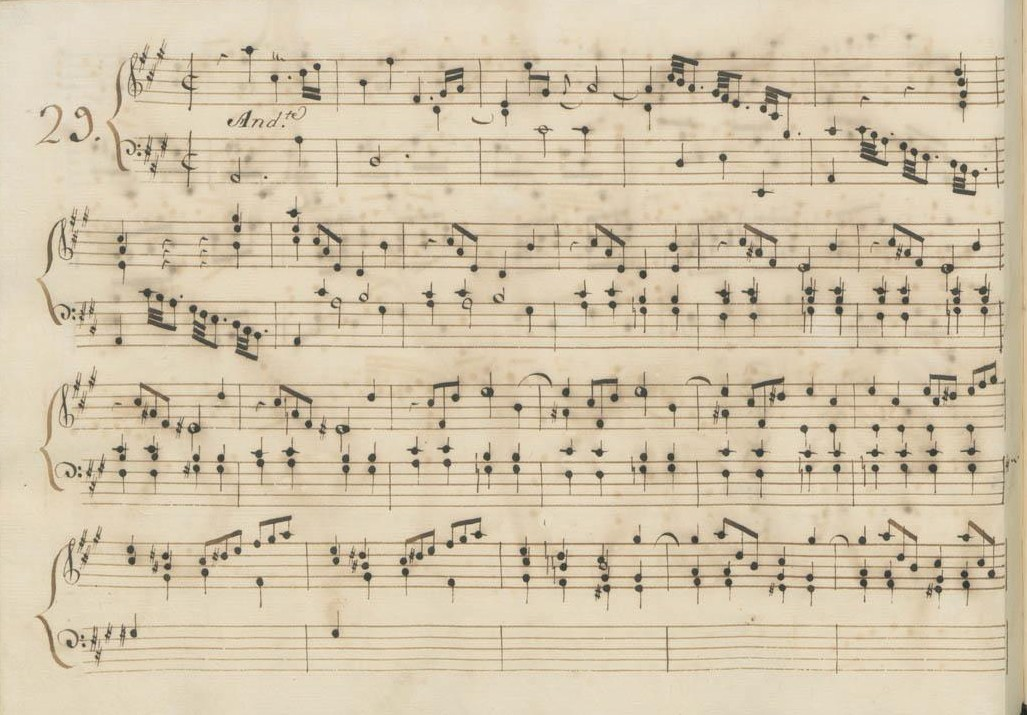
Parme IV 29.
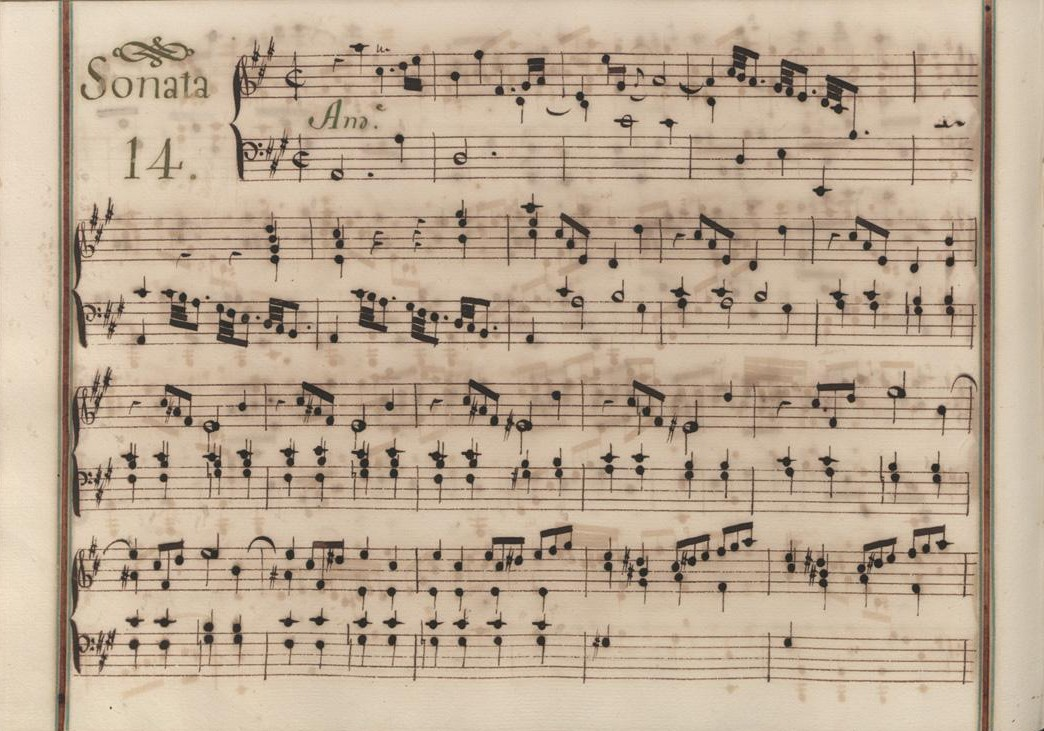
Venise III 14.

## Interprètes
La sonate K. 219 est peu jouée, mais défendue au piano, notamment par Carlo Grante (2009, Music & Arts, vol. 2) et Michelangelo Carbonara (2010, Brilliant Classics) ; au clavecin par Edward Parmentier (1985, Wildboar) Scott Ross (1985, Erato), Richard Lester (2001, Nimbus, vol. 2), Pieter-Jan Belder (Brilliant Classics, vol. 5) et Francesco Corti (nl) (2024, Arcana).
Andreas Nebl l'interprète à l'accordéon (2021, Castigo Classic Recordings).

## Sources
: document utilisé comme source pour la rédaction de cet article.
- Ralph Kirkpatrick (trad. de l'anglais par Dennis Collins), Domenico Scarlatti, Paris, Lattès, coll. « Musique et Musiciens », 1982 (1re éd. 1953 (en)), 493 p. (ISBN 978-2-7096-0118-4, OCLC 954954205, BNF 34689181).
- Alain de Chambure, « Domenico Scarlatti : Intégrale des sonates — Scott Ross », Erato (2564-62092-2), 1985 (OCLC 891183737) .
- (en) Robert Gjerdingen, Music in the galant style, New York, Oxford University Press, 2007, xi-514 (ISBN 978-0-19-531371-0, OCLC 1119767298), p. 95–97Analyse du couple de sonates.